# Microcampylopus eunanus
Microcampylopus eunanus là một loài Rêu trong họ Dicranaceae. Loài này được (Müll. Hal.) Broth. ex Paris mô tả khoa học đầu tiên năm 1909.